# Dieter Andersen
Dieter Andersen (* 9. Dezember 1916 in Wilhelmshaven; † 17. Juni 1994 in Kaliningrad) war ein deutscher lutherischer Geistlicher, Landessuperintendent des Sprengels Lüneburg und Bischof der Evangelisch-lutherischen Landeskirche Hannovers.

## Leben
Andersen wuchs in Hannover auf, wo er 1935 am Kaiser-Wilhelm-Gymnasium das Abitur bestand. 1935/36 leistete er Arbeits- und Wehrdienst. Von 1936 bis 1939 studierte er Evangelische Theologie in Tübingen und Erlangen. Nach Einsatz bei der Kriegsmarine und Gefangenschaft wurde er im August 1945 Hospes (Vikar) in Loccum und nach dem zweiten theologischen Examen am 17. November 1946 ordiniert. Seine erste Pfarrstelle trat er anschließend als Pfarrcollaborator in Hildesheim an. 1947 bis 1954 war er Studentenpfarrer in Göttingen, 1954 bis 1959 Pastor an der St.-Michaelis-Kirche in Hildesheim, 1959 bis 1964 Studiendirektor in Loccum und 1964 bis 1979 Landessuperintendent in Lüneburg. 1977 nahm Andersen als Delegierter der hannoverschen Landeskirche an der 6. Vollversammlung des Lutherischen Weltbundes in Dar-es-Salaam teil. 1979 wurde er zum Bischof und ständigen Vertreter von Landesbischof Eduard Lohse ernannt. Seit 1979 war er auch Prior des Klosters Loccum. Am 1. Juni 1982 trat er in den Ruhestand.
| Personendaten    | Personendaten                                  |
| ---------------- | ---------------------------------------------- |
| NAME             | Andersen, Dieter                               |
| KURZBESCHREIBUNG | deutscher lutherischer Geistlicher und Bischof |
| GEBURTSDATUM     | 9. Dezember 1916                               |
| GEBURTSORT       | Wilhelmshaven                                  |
| STERBEDATUM      | 17. Juni 1994                                  |
| STERBEORT        | Kaliningrad                                    |